# Edmondia
Edmondia là một chi thực vật có hoa trong họ Cúc (Asteraceae).

## Loài
Chi Edmondia gồm các loài: